# Table des caractères Unicode/U2440
Cette page contient des caractères spéciaux ou non latins. S’ils s’affichent mal (▯, ?, etc.), consultez la page d’aide Unicode.
Table des caractères Unicode U+2440 à U+245F.

## Reconnaissance optique de caractères
Pictogrammes symboliques, de formes géométriques simples et clairement différenciables, utilisés dans les systèmes automatiques de lecture à reconnaissance optique (OCR), et plus particulièrement pour la reconnaissance des caractères à l'encre magnétique.

### Table des caractères
| en fr  | 0 | 1 | 2 | 3 | 4 | 5 | 6 | 7 | 8 | 9 | A | B | C | D | E | F |
| ------ | - | - | - | - | - | - | - | - | - | - | - | - | - | - | - | - |
| U+2440 | ⑀ | ⑁ | ⑂ | ⑃ | ⑄ | ⑅ | ⑆ | ⑇ | ⑈ | ⑉ | ⑊ |   |   |   |   |   |
| U+2450 |   |   |   |   |   |   |   |   |   |   |   |   |   |   |   |   |